# Ugovor iz Maastrichta
Ugovor o Europskoj uniji, poznatiji kao Ugovor iz Maastrichta, potpisan je 1992., a stupio je na snagu 1. studenog 1993. godine. Države članice uspostavile su Europsku uniju (EU) te time označile novu etapu u integriranju naroda Europe u sve čvršću uniju, u kojoj se odluke donose što je bliže moguće građanima. Ovim su ugovorom postavljeni ciljevi ekonomske i monetarne unije, jedinstvene valute, zajedničke vanjske i sigurnosne politike, zajedničke obrambene politike, a zatim i obrane, uvođenja građanstva Unije, uske suradnje u pravosuđu i unutarnjim poslovima. Ugovorom u Europskoj uniji ovim je europska integracija iz pretežno gospodarske integracije prerasla u političku uniju.

### Značaj ugovora iz Maastrichta
Ugovor iz Maastrichta (1992.) vrlo je važan politički, jer je proširio suradnju država članica triju zajednica na nove oblasti. Uvedeni su novi oblici suradnje između vlada država članica–primjerice u području obrane te pravosuđa i unutarnjih poslova. Dodajući ovu međuvladinu suradnju postojećem sustavu „Zajednice“, Ugovor iz Maastrichta stvorio je Europsku uniju (EU). Gospodarska i politička integracija među državama članicama EU znači da te zemlje moraju donositi zajedničke odluke o mnogim pitanjima: tako su se razvile zajedničke politike. S vremenom neki ključni ciljevi politika su se promijenili. Tako cilj poljoprivredne politike više nije proizvoditi što je moguće više hrane što jeftinije, nego podupirati poljoprivredne metode koje proizvode zdravu hranu visoke kvalitete i koje štite okoliš. Potreba za zaštitom okoliša sada je važna sastavnica svih politika EU-a.
Od stupanja na snagu Ugovora iz Maastrichta, 1. srpnja 1993. godine, sve do stupanja na snagu Lisabonskog ugovora 1. prosinca 2009. godine, struktura se EU često ilustrira prikazom „tri stupa“ od kojih je prvi stup obuhvaćao Europsku zajednicu, drugi stup zajedničku vanjsku i sigurnosnu politiku, a treći stup policijsku suradnju i pravosudbnu suradnju u kaznenim stvarima. Jedna od najvažnijih razlika između triju stupova bila je u tome što su se odluke u okviru prvog stupa donosile nadnacionalnom metodom (uglavnom su se donosile kvalificiranom većinom), a u okviru drugog i trećeg stupa na temelju jednoglasnosti.
Ugovor iz Maastrichta je spojio prijašnja dva ugovora: Rimski ugovor i Samostalni europski akt. Nastao je novi ugovor – Ugovor o Europskoj uniji.
Tijekom 1990. godine ukinute su provjere putovnica i carinske kontrole na većini unutarnjih granica EU-a, što je povećalo pokretljivost državljana EU-a. Od 1987. više od milijun mladih Europljana otišlo je studirati u inozemstvo, uz potporu EU-a.
1992. EU je odlučila pokrenuti ekonomsku i monetarnu uniju (EMU), koja uključuje uvođenje jedinstvene europske valute kojom bi upravljala Europska središnja banka. Jedinstvena valuta – euro – postala je stvarnost 1. siječnja 2002., kada je euro zamijenio nacionalne valute u dvanaest država članica EU (Belgija, Njemačka, Grčka, Španjolska, Francuska, Irska, Italija, Luksemburg, Nizozemska, Austrija, Portugal i Finska).

## Vanjske poveznice
- Ugovor o Europskoj uniji na hrvatskom jeziku